# Fostul „Magyar Casino” din Sighișoara
Fostul „Magyar Casino” din Sighișoara este un monument istoric aflat pe teritoriul municipiului Sighișoara. În Repertoriul Arheologic Național, monumentul apare cu codul 114523.75.